# 冈里明美
冈里明美（日语：／ Okazato Akemi，1974年7月24日—），茨城縣出身，日本女子篮球运动员。她曾代表日本参加了1996年夏季奥林匹克运动会女子篮球比赛，获得第七名。